# Krasnołąka (Górowo Iławeckie)
Krasnołąka (deutsch Schönwiese) ist ein Dorf in der polnischen Woiwodschaft Ermland-Masuren. Es gehört zur Landgemeinde Górowo Iławeckie (Landsberg) im Powiat Bartoszycki (Bartensteiner Kreis), bis 1945 zum Amt Nerfken im ostpreußischen Kreis Preußisch Eylau.

## Geographische Lage
Das Dorf liegt in der historischen Region Ostpreußen, etwa elf Kilometer südwestlich der Stadt Bagrationowsk (Preußisch Eylau).

## Geschichte

Schönwiese, südlich von Königsberg und südwestlich der Stadt Preußisch Eylau, auf einer Landkarte von 1910

Das seinerzeitige Schoneweiße wurde 1335/40 gegründet und nach 1340 Schoenwies bzw. nach 1774 Schönwies und später Schönwiese genannt. Die Ortschaft bestand früher aus dem Dorf Schönwiese und dem Rittergut Schönwiese. Im Jahr 1818 verkauften die damaligen Besitzer des Ritterguts Schönwiese, Oberamtmann Gustav Leopold Weber und seine Frau, Luise Charlotte geb. Mühlenkampf, ihr Gut für 20.000 Taler an 17 Landwirte, von denen zwei aus dem Amt Preußisch Eylau und 15 aus dem Amt Wormditt kamen.
Im Jahre 1874 kam das Dorf als eine Landgemeinde zum neu errichteten Amtsbezirk Eichen im ostpreußischen Kreis Preußisch Eylau, Regierungsbezirk Königsberg. 410 Einwohner zählte Schönwiese im Jahre 1910.
Schönwiese vergrößerte sich am 30. September 1928 um den Nachbargutsbezirk Woymanns, der eingemeindet wurde. Die Einwohnerzahl der auf diese Weise neu formierten Gemeinde belief sich 1933 auf 538 und 1939 auf 579.
Bis 1945 gehörte das Dorf Schönwiese zum Kreis Preußisch Eylau im Regierungsbezirk Königsberg im Gau Ostpreußen des Deutschen Reichs.
Gegen Ende des Zweiten Weltkriegs wurde die Region im Januar 1945 von der Roten Armee  besetzt. Nach Beendigung der Kampfhandlungen wurde Schönwiese zusammen mit der gesamten südlichen Hälfte Ostpreußens von der Sowjetunion besatzungsrechtlich der Volksrepublik Polen zur Verwaltung überlassen. Das Dorf erhielt die polnische Ortsbezeichnung „Krasołąka“. In der Folgezeit wurde die einheimische Bevölkerung von der polnischen Administration aus dem Kreisgebiet vertrieben.
Krasołąka ist heute ein Dorf innerhalb der Gmina Górowo Iławeckie (Landgemeinde Landsberg) im Powiat Bartoszycki (Bartensteiner Kreis), von 1975 bis 1998 der Woiwodschaft Allenstein, seither der Woiwodschaft Ermland-Masuren zugehörig.

## Religion
Schönwiese war bis 1945 mit seiner fast ausnahmslos evangelischen Bevölkerung in das Kirchspiel der Pfarrkirche Landsberg in der Kirchenprovinz Ostpreußen der Kirche der Altpreußischen Union eingegliedert.
Die heute überwiegend römisch-katholische Einwohnerschaft Krasnołąkas gehört zur Pfarrei in Górowo Iławeckie im Erzbistum Ermland.

## Verkehr
Krasnołąka liegt westlich der polnischen Woiwodschaftsstraße 511 (einstige deutsche Reichsstraße 134) und ist über den Abzweig Sołtysowizna (Schulzenvorwerk, vor 1938 bis 1945 Schulzen-Vorwerk) auf der Nebenstraße nach Kumkiejmy (Kumkeim) und Sigajny (Saagen) in Richtung deutsch-polnische Staatsgrenze zu erreichen. Die Straße führte vor 1945 bis nach Pilzen (russisch Dubrowka). – Eine Bahnanbindung besteht nicht.